# Anzu Furukawa
Anzu Furukawa (jap. 古川 あんず, Furukawa Anzu; * 28. Februar 1952 in der Präfektur Tokio; † 23. Oktober 2001 in Berlin) war eine japanische Butoh-Tänzerin und Performancekünstlerin. Sie arbeitete seit 1973 als Choreographin, Performerin und Tänzerin in verschiedenen Gruppen in Japan (u. a. in der  Butoh-Compagnie Dairakudakan) und Europa.

## Leben und Werk
Bereits im Alter von zehn Jahren begann Anzu Furukawa ihre Tanzlaufbahn. Zwischen 1962 und 1970 studierte sie klassisches Ballett bei Umeko Inoue an der Schule für Ballett in Tokio und Modernen Tanz zwischen 1969 und 1970 bei Zenkō Hino. Ende der 1960er Jahre ergriff die Aufbruchsstimmung der Studentenbewegung auch Abiturienten und Gymnasiasten der Tokioter Oberschulen.
Die Friedensbewegung, anti-amerikanische Proteste sowie eine aufkeimende Rebellion gegen das restriktive Establishment einten junge Menschen in den japanischen Metropolen.
Ende der 1960er Jahre wurde Furukawa zusammen mit einer Gruppe weiterer Mitschüler wegen ihrer Teilnahme an Schülerunruhen an der Tokyo Metropolitan Tachikawa Oberschule zwangsexmatrikuliert. Es gelang ihr jedoch kurze Zeit darauf, am Musikkonservatorium der Tōhō-Gakuen-Universität (桐朋学園大学, Tōhō Gakuen Daigaku) einen Studienplatz zu bekommen.
Von 1972 bis 1975 studierte sie Komposition und Klavier unter Irino Yoshirō und wandte sich verstärkt der avantgardistischen Kunst- und Performance-Szene zu.
Die zweite Entwicklungsbewegung des japanischen Butoh, die nahtlos an die Arbeiten der Gründerväter Hijikata Tatsumi und Ōno anschloss, fand inmitten der gesellschaftlichen Umwälzungen der 1970er Jahre in Japan statt, in einer Atmosphäre geprägt von Studentenunruhen, Straßenkampf und Barrikaden, Performance Acts und Agitprop.
1974 schloss sich Furukawa der legendären Butoh-Compagnie Dairakudakan unter Akaji Maro an und blieb dort, bis sie 1979 zusammen mit Tetsuro Tamura das avantgardistische DanceLoveMachine (1979–86) Ensemble gründete.
Sie galt als künstlerisch vielseitig und war sowohl im klassischen als auch im modernen Tanz versiert, in ihrer tänzerischen Arbeit gab es Kollaborationen mit Carlotta Ikeda, Murobishi Ko und Ushio Amagatsus Sankai Juku.

### Zweite Schaffensperiode und Umzug nach Europa
1986 besuchte sie mit dem DanceLoveMachine Ensemble auf Einladung des Künstlerhauses Bethanien Berlin und startete von dort aus eine Europatournee. Die in Tokio gegründete Tanzcompagnie Dance Butter Tokyo, deren Mitglieder sich zu einem Großteil aus ihrer Tanzschule DANCE ANZU SCHOOL rekrutierten, bekam eine deutsche Dependance Dance Butter Freiburg in Freiburg.

1995 war sie in Hisaya Iwasas Autorenfilm „Petite Hanako: the actress who captured Rodin's heart“ in der Rolle der Tänzerin Ōta Hanako zu sehen, der Film feierte im selben Jahr auf dem Filmfestival in Montreux (International Electronic Cinema Festival, Tokyo/Montreux) Premiere und gewann den Preis für den besten Dokumentarfilm.
2001 starb Anzu Furukawa im Alter von 49 Jahren an den Folgen einer Krebserkrankung.

„Jedesmal, wenn ich auf der Straße tanze, schaue ich in den Himmel. Auch wenn auf der Erde kein Lüftchen weht, regt sich im hohen Himmel der Wind. Plötzlich schwinge ich mich auf den Wind und gucke von oben auf mein anderes Ich unten auf der Erde herab, das den Blick zum Himmel richtet. Mein Ich auf der Erde ist jetzt nur noch ein Punkt. Schon verblassen die Schatten der Menschen, und nun ist die Stadt nicht größer als eine Kaffeetasse ... Ich entschwebe immer weiter, bis ich schließlich in einer ruhigen Bar auf einem anderen Stern lande.“

## Choreographien (Auswahl)
Ihr Lebenswerk umfasst mehr als 50 Tanzarbeiten und Bühnenstücke, von denen viele in den 1980ern entstanden und in Europa realisiert wurden, darunter finden sich Werke wie Anzu's Animal Atlas, Cells of Apple, Faust II, Rent-a-body und ferner:
- 1981 Frankenstein's Octopus
- 1981 Le Con de la Renard
- 1984 Bloße Stimmung
- 1985 Manhattan Butoh Bourbaki Project
- 1985 The Potlach of Music
- 1985 Anzuology: The Dog, The Elephant, The Bird, The Crocodile Time
- 1987–94 The Insect
- 1989 The Detective from China
- 1989–91 Tonight on the Moon
- 1990 Carmen
- 1991 The Diamond as big as the Ritz
- 1993 Verwandlungsamt
- 1994/95 The Stick
- 1996 Der Nachklang
- 1996 Afastem-se vacas que a vida é curta (Lume Teatro – Brasilien)
- 1997 Jazz Japan
- 1997–98 L'arrache-coeur
- 1999 Goya – La quinta del sordo[7]

## Auszeichnungen
Sie erhielt Stipendien und Preise, u. a. vom Goethe Institut Tokio, The Japan Foundation, Japan Arts Council (日本芸術文化振興会), der Alfred Kordelin Stiftung, The Art Council of Province of Central Finland (Keski-Suomen taidetoimikunta), den Astro-Labium Preis, The International Electronic Cinema Festival in Montreux und den Kölner Theaterpreis.

## Lehrtätigkeit
1991 folgte sie dem Ruf an die Hochschule für Bildende Künste Braunschweig und übernahm dort im Fachbereich Darstellende Kunst (heute Institut für Performative Künste und Bildung) eine Professur für Performance und darstellendes Spiel. Sie unterrichtete dort bis 1996 Tanz, leitete Happenings und erarbeitete Choreographien u. a. mit ihrem Performance-Projekt Verwandlungsamt.
Ab Mitte der 1990er Jahre wirkte sie an Produktionen in Skandinavien, insbesondere in Finnland, mit. Sie galt als treibende Kraft in der Entwicklung der finnischen Butoh Szene, ihre Arbeiten beeinflussten Generationen von Tänzern. Als Gastdozentin lehrte sie an mehreren finnischen Universitäten und schuf gemeinsame Produktionen am Finnischen Nationaltheater in Helsinki, sie inszenierte Werke wie den Rite of Spring (1994) und Bo und Shiroi mizu (1995) mit größtenteils finnischen Ensemblemitgliedern.

Zu ihren international bekanntesten Schülern zählen u. a. Minako Seki, Yuko Kaseki, Takako Suzuki, Yuko Negoro, Kim Itoh.

## Filmographie
- Furukawa, Anzu: Vier Tänze in der Westberliner Akademie der Künste, VHS-Video, 36 Minuten. (Idee Anzu Furukawa, Realisation Regina Ulwer und Ingrid Wewerka), Berlin, 1986 Alexander Verlag. ISBN 978-3-923854-70-7
- 1995 „Petite Hanako: the actress who captured Rodin's heart“ (プチト・アナコ ロダンが愛した旅芸人花子), Regie: Hisaya Iwasa, Choreographie: Rie Fujima[9]